# Labiata
| Críticas profissionais | Críticas profissionais |
| Avaliações da crítica  | Avaliações da crítica  |
| Fonte                  | Avaliação              |
| ---------------------- | ---------------------- |
| AllMusic               | link                   |

Labiata é o sexto álbum de estúdio do cantor e compositor Lenine. Com esse álbum, Lenine conseguiu notoridade internacional fazendo uma turnê mundial, passando por Europa, África, Ásia, e outros lugares.
"Labiata" é uma espécie rara de orquídea, flor que o artista gosta e cultiva várias espécies em um local especial de Petrópolis, região serrana do Rio.

## Faixas
| N.º            | Título                 | Compositor(es)               | Duração |  |
| 1.             | "Martelo Bigorna"      | Lenine                       | 3:27    |  |
| 2.             | "Magra"                | Lenine, Ivan Santos          | 3:14    |  |
| 3.             | "Samba e Leveza"       | Lenine, Chico Science        | 3:39    |  |
| 4.             | "A Mancha"             | Lenine, Lula Queiroga        | 3:46    |  |
| 5.             | "Lá Vem a Cidade"      | Lenine, Bráulio Tavares      | 5:32    |  |
| 6.             | "O Céu é Muito"        | Lenine, Arnaldo Antunes      | 4:33    |  |
| 7.             | "É Fogo"               | Lenine, Carlos Rennó         | 3:32    |  |
| 8.             | "É o Que Me Interessa" | Lenine, Dudu Falcão          | 3:59    |  |
| 9.             | "Ciranda Praiera"      | Lenine, Paulo César Pinheiro | 5:55    |  |
| 10.            | "Excesso Exceto"       | Lenine, Arnaldo Antunes      | 3:09    |  |
| 11.            | "Continuação"          | Lenine                       | 2:02    |  |
| Duração total: | Duração total:         | Duração total:               | 42:48   |  |